# بیانیه هکر
مانیفست هکر یا بیانیه هکر یا The Hacker Manifesto متنی است که هکری به نام منتور (Mentor) در سال ۱۹۸۶ نوشته‌است. این بیانیه کوتاه پس از دستگیری منتور توسط پلیس نوشته شده و در نشریه زیرزمینی فرک شماره ۱، نسخه ۱ فایل ۳ از ۱۰ چاپ شد.
این بیانیه یکی از متون مرجع فرهنگ هکرها است و خواندن آن می‌تواند نمایانگر روحیه و دیدگاه هکرهای نسل اول به دنیا باشد. مانیفست هکرها، راهنمایی است برای هکرهای تمام دنیا و زیربنای کوتاهی برای اخلاقیات پذیرفته شده در این جامعه که می‌گوید توانایی‌های فنی به جای مقاصد خودخواهانه و صدمه زننده به دیگران، باید برای ساخت و گسترش مرزهای جهان آزاد بکار برده شود.

## در فرهنگ عامه
بخشی از این متن در فیلم هکرها خوانده می‌شود. هرچند که پلیسی در آن فیلم به اشتباه متن از روی مجله ۲۶۰۰ می‌خواند که از نظر تاریخی صحیح نیست اما به درستی شخص منتور به عنوان نویسنده متن معرفی می‌شود.
منتور شخصاً بیانیه هکر را در H2K2 خواند و دربارهٔ آن توضیحات بیشتری داد.
این بخشی از بازی Culpa Innata است.
پوستری بر روی دیوار اتاق مارک زوکربرگ در فیلم شبکه اجتماعی (فیلم) حاوی این متن است.